# ديف أوهيغنيس
ديف أوهيغنيس (بالإنجليزية: Dave O'Higgins)‏، (1 سبتمبر 1964)، هو عازف سكسفون إنجليزي. وُلِد في برمنغهام. وهو أستاذ السكسفون في كلية ليدز للموسيقى وكلية جولد سميث. ظهر في الحلقة الثانية من مسلسل مستر بين.

## روابط خارجية
- ديف أوهيغنيس على موقع ميوزك برينز (الإنجليزية)
- ديف أوهيغنيس على موقع أول ميوزيك (الإنجليزية)
- ديف أوهيغنيس على موقع ديسكوغز (الإنجليزية)